# سها (ایجرود)
سها یک منطقهٔ مسکونی در ایران است که در  جنوب زنجان  واقع شده‌است. براساس سرشماری مرکز آمار ایران در سال ۱۳۹۵، سها ۶۰۱ نفر جمعیت دارد.
این روستای در نتیجه احداث سد در روستای پایین دست خالی از سکنه شد.